# Jesús Herrada
Jesús Herrada López (født 26. juli 1990) er en professionel cykelrytter fra Spanien, der er på kontrakt hos Cofidis.
I 2013 og 2017 blev han spansk mester i linjeløb. Han har blandt andet vundet etaper i Vuelta a España 2019 og Critérium du Dauphiné 2016. I 2019 vandt han Luxembourg Rundt.